# Mesophlebion chlamydophorum
Mesophlebion chlamydophorum là một loài thực vật có mạch trong họ Thelypteridaceae. Loài này được (Rosenst. ex C. Chr.) Holttum mô tả khoa học đầu tiên năm 1975.